# Yargo (departamento)
Yargo es un departamento de la provincia de Kouritenga, en la región Centro-Este, Burkina Faso. A 1 de julio de 2018 tenía una población estimada de 20 856 habitantes.
Se encuentra ubicado cerca del río Volta Blanco y de la frontera con Ghana y Togo.